# Småkryp 2: Äventyr i Karibien
Småkryp 2: Äventyr i Karibien (franska: Minuscule : La Vallée des fourmis perdues) är en halvanimerad fransk långfilm skapad av Hélène Giraud och Thomas Szabo och producerad av Futurikon. Den hade premiär i Frankrike den 30 januari 2019. Filmen använder sej både av riktiga naturbilder och inanimerade insekter som interagerar med den. Den är en uppföljare på filmen Småkryp: Långfilmen från 2014.
Till skillnad från den första filmen så finns det ett flertal människor som dessutom talar i den här filmen, även om de spelar en sekundär roll. De hörs tala någorlunda obegripliga meningar på franska, guadeloupe kreol och mandarin.

## Handling
Av misstag hamnar en liten nyckelpigeunge i en kartong mat till Karibien. En räddningsaktion utförs av dess pappa och en spindel.

## Rollista (i urval)
- Thierry Frémont – paketerare
- Bruno Salomone – paketerare som tuggar tuggummi
- Stéphane Coulon – konduktör
- Franck Benezech – byggherre
- Sarah Cohen-Hadria – fadern
- Bô Gaultier de Kermoal – radiooperatör